# Musculus sphincter ani externus

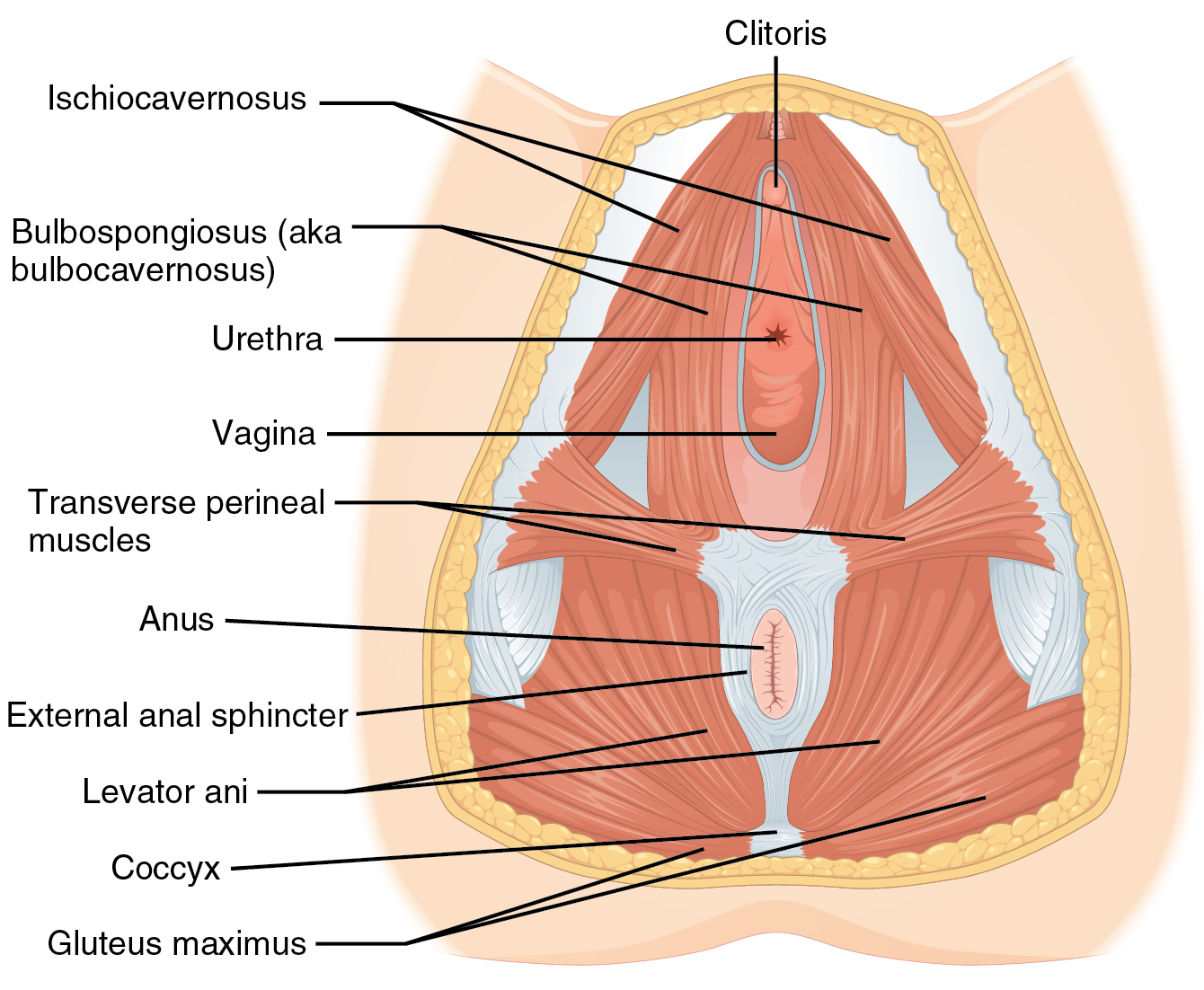
Muskeln des Dammes bei der Frau. Der Musculus sphincter ani externus ist englisch mit External anal sphincter beschriftet

Der Musculus sphincter ani externus (lateinisch für „äußerer Afterschließmuskel“) ist ein Schließmuskel um den Anus. Der quergestreifte Muskel ist für die Stuhlkontinenz von entscheidender Bedeutung. Er ermöglicht die willkürliche Unterdrückung des Defäkationsreflexes, so dass trotz Stuhldrang noch eine Toilette aufgesucht werden kann. Zudem verhindert der Muskel bei einem Druckanstieg im Bauchraum durch einen Husten- oder Niesreflex einen unwillkürlichen Kotabgang.

## Anatomie
Der Musculus sphincter ani externus ist Bestandteil des Dammes und gehört zur Schwellkörper- und Schließmuskelschicht des Beckenbodens. Er kann beim Menschen in verschiedene Anteile untergliedert werden:
- Pars subcutanea (unter der Haut liegender Teil mit Kontakt zur Lederhaut)
- Pars superficialis (oberflächlicher Teil, zwischen Centrum perinei und Ligamentum anocoocygeum)
- Pars profunda (tiefer Teil, um den Analkanal)

Funktionell bilden die Teile aber eine Einheit. Der Musculus sphincter ani externus wird vom Nervus pudendus innerviert, dessen Fasern aus den Rückenmarkssegmenten S2 bis S4 stammen.
Bei einigen Säugetieren entspringen aus dem Afterschließmuskel auch die Verenger von Scheidenvorhof und Vulva: Musculus constrictor vestibuli und vulvae.

## Klinik
Verletzungen des Muskels oder Störungen seiner Innervation führen zu einer Stuhlinkontinenz.
Der Musculus sphincter ani externus ist gut erreichbar und damit für eine Elektromyografie geeignet. Diese ist bei neurologischen Ausfällen im Bereich des Conus medullaris, der Cauda equina und des Nervus pudendus sowie bei erektiler Dysfunktion angezeigt. Die Nadelelektrode wird etwa 5 mm neben der Analöffnung eingestochen und unter digitaler Kontrolle parallel zum Analkanal vorgeführt.
Beim Dammriss kommt es bei den Graden III und IV zu Verletzungen des Musculus sphincter ani externus.
Bei der Perinealhernie des Hundes liegt die Bruchpforte meistens zwischen dem äußeren Afterschließmuskel und dem Musculus levator ani. Beide Muskeln werden zur Therapie miteinander vernäht.